# Caramel de Dijous Gras
El caramel de Dijous Gras és una llaminadura vermella i allargada, típica del Carnaval i dels dies previs a la quaresma. El dolç només es pot comprar a les pastisseries i confiteries de Valls, capital de l'Alt Camp.
El Dijous Gras és el primer dia de Carnaval i aquest caramel vermell serveix per donar el tret d'inici a la festivitat. Aquest dijous, doncs, es considera el dia més fort de vendes -dia que els centres escolars proposen als infants que en portin-, tot i que ja se'n poden comprar entre dues o tres setmanes abans, i en continuen venent, també, durant unes setmanes després.

## Història
És una tradició que es manté any rere any, de la qual es desconeix l'origen. Roger Vallvè, propietari de la Pastisseria Valls, fundada l'any 1901, recorda que ell ja n'havia vist fer tota la vida, i que el seu rebesavi ja en produïa. Aquest caramel sempre ha acompanyat la coca de llardons i la botifarra d'ou els dies previs al Carnaval.
És un element que desperta força curiositat pel fet que, únicament, es pot degustar a Valls.
La Pastisseria Santacana i la Pastisseria Valls (Ca les Taronges) són les dues úniques pastisseries de la ciutat que fabriquen aquest dolç.

## Producció
Aquesta llaminadura vermella i allargada, de sis o set centímetres de llarg i d'un gruix entre un i dos centímetres, s'elabora a base d'aigua, sucre i colorant alimentari vermell, tot i que algunes pastisseries hi afegeixen una mica d'essència. Malgrat que la fórmula és ben senzilla, elaborar aquest dolç de forma cilíndrica suposa un lent procés artesanal. La mescla calenta s'estén sobre la taula, se'n fan tires llargues i es van tallant trossets, fins a un centenar per tirada.
Embolicat amb paper vegetal o cel·lofana, es ven a un preu que ronda l'euro.
Entre les dues pastisseries amb més història de la ciutat, n'elaboren, aproximadament, 10.000 unitats cada any. Però, enguany, a causa de la Covid-19 han reduït la seva producció en més d'un 50%.